# Мейрик, Джон
Сэр Дэвид Джон Чарльтон Мейрик, 4-й баронет (англ. Sir David John Charlton Meyrick, 4th Baronet; 2 декабря 1926[…], Таучестер — 6 февраля 2004, Пембрук, Пембрукшир) — британский гребец, выступавший за сборную Великобритании по академической гребле в конце 1940-х годов. Серебряный призёр летних Олимпийских игр в Лондоне, двукратный победитель регаты «Оксфорд — Кембридж».

## Биография
Джон Мейрик родился 2 декабря 1926 года в городке Тостер графства Нортгемптоншир, Англия. Старший сын полковника сэра Томаса Мейрика, 3-го баронета, и его жены Иви (в девичестве Пилкингтон).
Начал заниматься академической греблей во время учёбы в Итонском колледже, затем продолжил спортивную карьеру в колледже Тринити Холл при Кембриджском университете — состоял в местной университетской команде, неоднократно принимал участие в различных студенческих регатах, в частности, в 1947 и 1948 годах дважды подряд выигрывал традиционную регату «Оксфорд — Кембридж».
Наивысшего успеха как гребец добился в сезоне 1948 года, когда вошёл в основной состав британской национальной сборной и благодаря череде удачных выступлений удостоился права защищать честь страны на домашних летних Олимпийских играх в Лондоне. В составе экипажа-восьмёрки, куда также вошли гребцы Кристофер Бартон, Майкл Лапейдж, Гай Ричардсон, Пол Берчер, Чарльз Ллойд, Пол Мэсси, Альфред Меллоус и рулевой Джек Дирлов, благополучно преодолел предварительный квалификационный этап, взяв верх над командами Норвегии и Дании, затем на стадии полуфиналов прошёл команду Канады. Британские гребцы считались здесь единственными достойными соперниками для главных фаворитов соревнований американцев, представителей Калифорнийского университета в Беркли, однако в решающем финальном заезде конкурентной борьбы не получилось — британцы отстали более чем на десять секунд и вынуждены были довольствоваться серебряными олимпийскими медалями.
По окончании университета Мейрик работал агентом по продаже недвижимости в Вустершире. Позже переехал на постоянное жительство в Пембрукшир, где занялся ведением фермерского хозяйства. В 1983 году после смерти своего отца унаследовал титул баронета. Проявил себя как активный общественный деятель, состоял в нескольких организациях, связанных с сельскохозяйственной отраслью.
Умер 6 февраля 2004 года в Пембруке в возрасте 77 лет.